# Anna Chmelková
Anna Chmelková, rozená Anna Blanáriková (* 26. července 1944, Trnava) je bývalá československá atletka, která se v roce 1966 v Budapešti stala mistryní Evropy v běhu na 400 metrů.
V roce 1968 startovala v běhu na 400 metrů na letních olympijských hrách v Ciudad de México, kde s časem 54,9 nepostoupila z úvodního rozběhu.